# Калжан, Рахат Куралбайулы
Рахат Куралбайулы Калжан (каз. Рахат  Құралбайұлы Қалжан; Пустой шаблон {{ВД-Преамбула}} ) — казахстанский борец вольного стиля, двукратный призёр чемпионатов Азии.

## Карьера

### Чемпионат Азии 2022 года
На Чемпионат Азии 2022 года в полуфинале победил кыргызстанского борца Алмаза Сманбекова, но в финале со счетом 2-12 проиграл представителью Индии Рави Кумар Дахие.

### Чемпионат мира 2022 года
На Чемпионате мира 2022 года в 1/16 финале проиграл представителью Сербии Стевану Мичичу.

### Чемпионат Азии 2023 года
На Чемпионат Азии 2023 года в четвертфинале уступил кыргызстанскому борцу Алмазу Сманбекову. В схватке за бронзу победил монгольского борца Занданбудына Занабазара.

### Азиатские игры 2023 года
На Азиатских играх 2023 года в четвертфинале уступил кыргызстанскому борцу Бекзату Алмаз уулу.